# فرانك بونير
فرانك بونير (بالإنجليزية: Frank Bonner)‏ هو لاعب كرة قاعدة أمريكي، ولد في 20 أغسطس 1869 في لوويل في الولايات المتحدة، وتوفي في 31 ديسمبر 1905 في كانساس سيتي في الولايات المتحدة بسبب إنتان.

## وصلات خارجية
- فرانك بونير على موقعبيزبول رفرنس.كوم (الدوري الرئيسي) (الإنجليزية)
- فرانك بونير على موقعبيزبول رفرنس.كوم (الدوري الثانوي) (الإنجليزية)
- فرانك بونير على موقع مشجعي الرسوم البيانية (الإنجليزية)